# Йохан II (Верле)
Йохан II Плешиви (на немски: Johann II, Der Kahle, * сл. 1250, † 27 август 1337) е от 1309 до 1316 г. сърегент на господство Верле и от 1316 до 1337 г. господар на Верле-Гюстров в Мекленбург-Предна Померания.
Той е вторият син на Йохан I (1245–1283) и съпругата му София фон Линдау-Рупин, дъщеря на граф Гунтер фон Линдов-Рупин.
Йохан II управлява Верле от 1309 г. заедно с брат си Николаус II. След неговата смърт 1316 г. територията се разделя. Йохан поема управлението в частта Верле-Гюстров и Йохан III, синът на Николаус II, поема госодството Верле-Голдберг. Датският крал Христоф II обещава на 4 май 1326 г. да даде собственостите на княжество Рюген на Йохан и на княза на Мекленбург Хайнрих II. В Рюгската наследствена война между херцогствата Померания и Мекленбург той не успява обаче да изпълни претенциите си. Чрез множество процеси против евреите той погасява задълженията си.
Йохан II е погребан в катедралата на Доберан.

## Фамилия
Йохан II се жени през 1311 г. за Матилда († 1344), дъщеря на Хайнрих I фон Брауншвайг-Люнебург, херцог на Княжество Грубенхаген от род Велфи и маркграфиня Агнес фон Майсен (1264–1322), дъщеря на маркграф Албрехт II от Майсен от род Ветини. Тя е по-малка сестра на Аделхайд-Ирене (1293–1324), съпруга на византийския император Андроник III Палеолог (1296–1341).
- Николаус III (1311/1337–1360/1361), господар на Верле-Гюстров (1337–1360)
- Бернхард II (1320–1382), господар на Верле-Варен (1347–1382)
- София фон Верле (1329–1364), ∞ 1341 за херцог Албрехт IV от Саксония-Лауенбург и 1344 за херцог Барним IV от Померания-Волгаст
- Анна фон Верле, монахиня в манастир Добертин